# Ellen White (schrijfster)

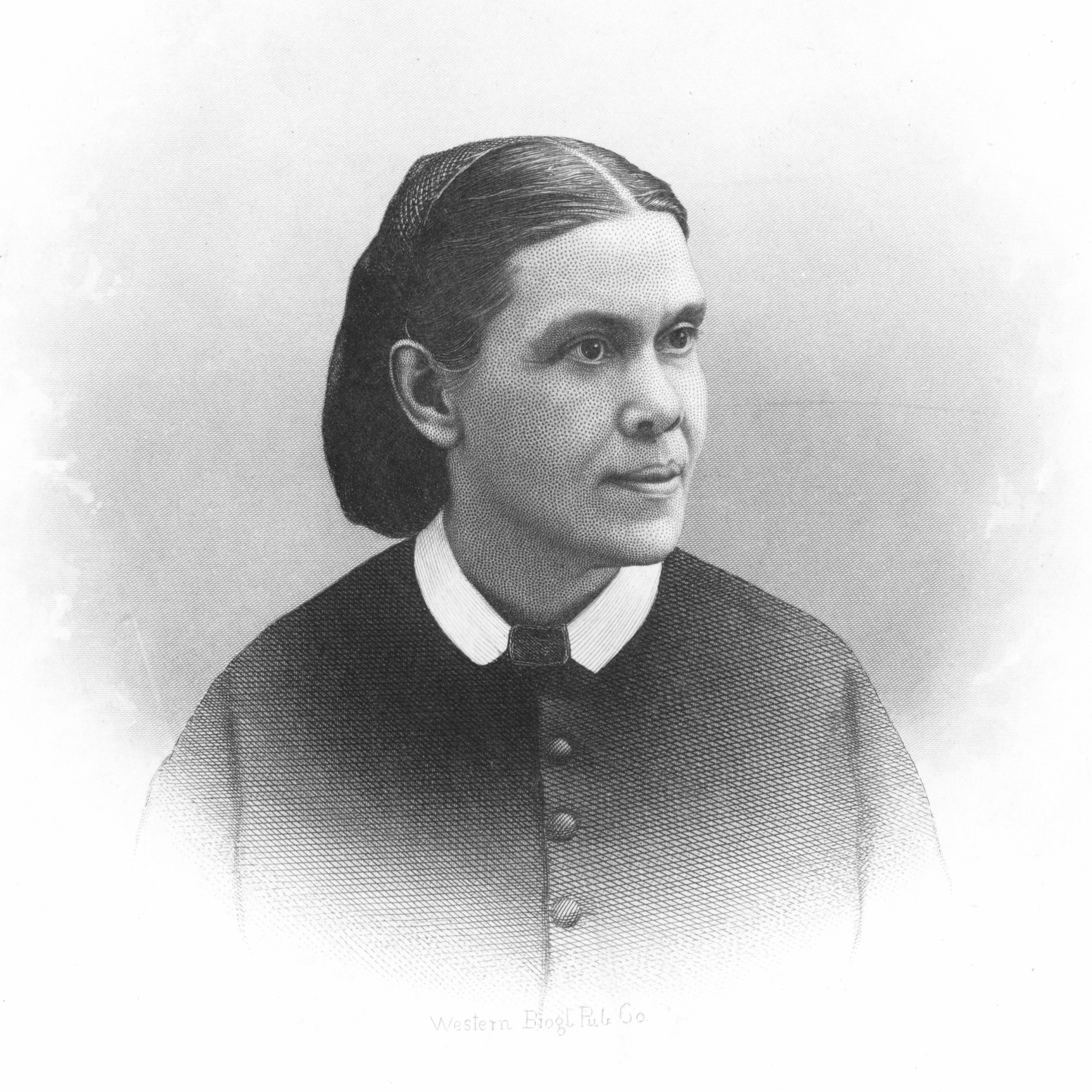
Ellen White

Ellen Gould White-Harmon (Gorham (Maine), 26 november 1827 – Elmshaven (St. Helena (Californië)), 16 juli 1915) was een dochter van Robert en Eunice Harmon. Ze was een Amerikaans religieus leidster die het als haar profetische missie zag om een groepering op te richten die moest leven volgens bepaalde geboden in het Oude Testament en het Nieuwe Testament. Hieruit ontstond de beweging van het adventisme.
Volgens de laatste gegevens (in een Vlaamse ZDA-publicatie uit 2022) is het kerkgenootschap van de zevendedagsadventisten (SDA of ZDA) momenteel officieel gevestigd in 209 van de in totaal 232 landen die bij de Verenigde Naties zijn geregistreerd, waaronder in België en Nederland.
White schreef tijdens haar leven vele pamfletten, alsook tal van boeken die nog altijd veel gelezen worden, niet alleen door adventisten, maar ook door mensen die tot andere protestantse geloofsrichtingen behoren. Tot haar bekendste boeken behoren The Desire of Ages uit 1898 (in het Nederlands uitgegeven als De wens der eeuwen) over het leven van Jezus Christus en Steps to Christ, december 2021, ISBN 9781915147134 (in het Nederlands uitgegeven als Schreden naar Christus).
- Australian Dictionary of Biography: white-ellen-gould-9071
- Bibsys: 90088799
- Biblioteca Nacional de Chile: 000040288
- Biblioteca Nacional de España: XX975455
- Bibliothèque nationale de France: cb11929127r (data)
- Catàleg d'autoritats de noms i títols de Catalunya: 981058522129906706
- CiNii: DA03733347
- Gemeinsame Normdatei: 118632132
- International Standard Name Identifier: 0000 0000 8098 2753
- Library of Congress Control Number: n79045558
- Nationale Bibliotheek van Letland: 000013620
- Bibliotheek van het Japanse parlement: 00460750
- Nationale Bibliotheek van Tsjechië: jn19990009094
- Nationale bibliotheek van Australië: 36507458
- Nationale Bibliotheek van Israël: 987007269714205171
- Nationale Bibliotheek van Polen: a0000001179471
- Nationale en Universitaire bibliotheek Zagreb: 000004097
- Nederlandse Thesaurus van Auteursnamen: 069539308
- Réseau des bibliothèques de Suisse occidentale: 02-A013399728
- Istituto Centrale per il Catalogo Unico: CFIV064920
- LIBRIS: 269544
- SNAC: w69k4f45
- Système universitaire de documentation: 027196100
- Trove: 1263462
- Virtual International Authority File: 19685785
- WorldCat: E39PBJgxmjkKprGfGjdtQr3bBP